# Schwabhausen (Turyngia)
Schwabhausen – miejscowość i gmina w Niemczech, w kraju związkowym Turyngia, w powiecie Gotha.
Do 5 lipca 2018 niektóre zadania administracyjne gminy realizowane były przez gminę Günthersleben-Wechmar, która pełniła rolę "gminy realizującej" (niem. "erfüllende Gemeinde"). Dzień później funkcje te przejęła gmina Drei Gleichen.